# Carpatolechia aenigma
Carpatolechia aenigma — вид лускокрилих комах з родини виїмчастокрилих молей (Gelechiidae).

## Поширення
Вид поширений на більшій частині Європи на схід до Уральських гір.

## Опис
Розмах крил 10—13 мм.

## Спосіб життя
Дорослі особини були зареєстровані на крилі з травня по липень. Личинки харчуються листям липи дрібнолистої (Tilia cordata) та дуба звичайного (Quercus robur).